# EFAF Cup 2004
Navigation
Édition précédente Édition suivante
L'EFAF Cup 2004 est la 3e édition de l'EFAF Cup.

## Clubs participants
| Club                       | Pays        | Saison 2003                               |
| -------------------------- | ----------- | ----------------------------------------- |
| Danube Dragons             | Autriche    | Championnat d'Autriche                    |
| London O's                 | Royaume-Uni | Champion du Royaume-Uni                   |
| Mean Machines de Stockholm | Suède       | Championnat de Suède Poule EFL            |
| PA Knights                 | Royaume-Uni | Championnat du Royaume-Uni Poule EFAF Cup |
| Raiders du Tyrol           | Autriche    | Championnat d'Autriche Finaliste EFAF Cup |
| Renegades Zurich           | Suisse      | Championnat de Suisse Poule EFAF Cup      |
| Roskilde Kings             | Danemark    | Vice-champion du Danemark Poule EFAF Cup  |
| Scythians de Donetsk       | Ukraine     | Championnat d'Ukraine Poule EFL           |
| Tanks de Moscow            | Russie      | Championnat de Russie                     |

## Calendrier / Résultats
| Qualifié pour les demi-finales |

### Groupe A
| Groupe A                   |       |      |      |      |     |          |            |       |
| Club                       | Jour. | Vic. | Nuls | Déf. | Pts | Pts pour | Pts contre | Diff. |
| Raiders du Tyrol           | 1     | 1    | 0    | 0    | 3   | 42       | 8          | +34   |
| Mean Machines de Stockholm | 1     | 0    | 0    | 1    | 0   | 8        | 42         | -34   |

- 9 mai 2004 :

Raiders 42 - 8 Mean Machines

### Groupe B
| Groupe B         |       |      |      |      |     |          |            |       |
| Club             | Jour. | Vic. | Nuls | Déf. | Pts | Pts pour | Pts contre | Diff. |
| PA Knights       | 2     | 1    | 0    | 1    | 3   | 37       | 34         | +3    |
| Renegades Zurich | 2     | 1    | 0    | 1    | 3   | 48       | 49         | -1    |
| Danube Dragons   | 2     | 1    | 0    | 1    | 3   | 49       | 51         | -2    |

- 8 mai 2004 :

Danube Dragons 21 - 16 Knights
- 15 mai 2004 :

Renegades 35 - 28 Danube Dragons
- 23 mai 2004 :

Knights 21 - 13 Renegades

### Groupe C
| Groupe C       |       |      |      |      |     |          |            |       |
| Club           | Jour. | Vic. | Nuls | Déf. | Pts | Pts pour | Pts contre | Diff. |
| London O's     | 1     | 1    | 0    | 0    | 3   | 38       | 6          | +32   |
| Roskilde Kings | 1     | 0    | 0    | 1    | 0   | 6        | 38         | -32   |

- 22 mai 2004 :

Kings 6 - 38 O's

### Groupe D
| Groupe D             |       |      |      |      |     |          |            |       |
| Club                 | Jour. | Vic. | Nuls | Déf. | Pts | Pts pour | Pts contre | Diff. |
| Scythians de Donetsk | 2     | 2    | 0    | 0    | 6   | 45       | 28         | +17   |
| Tanks de Moscow      | 2     | 0    | 0    | 2    | 0   | 28       | 45         | -17   |

- 8 nmai 2004 :

Scythians 17 - 15 Tanks
- 16 mai 2004 :

Tanks 13 - 34 Scythians

### Demi-finales
- 5 juin 2004 :

Raiders 49 - 16 O's
Knights 20 - 0 Scythians

### Finale
- 27 juin 2004 à Innsbruck au Tivoli Neu devant 4700 spectateurs[1] :

Raiders 45 - 0 Knights